# Jacarepaguá Futebol Clube
Jacarepaguá Futebol Clube é uma agremiação da cidade do Rio de Janeiro, fundada a 16 de Junho de 1992.

## História
Estréia, em 1992, no Departamento Autônomo organizado pela FFERJ como Pãozão Futebol Clube. O nome é originário de uma padaria, localizada no bairro de Jacarepaguá, pertencente a Florentino Bessa, o então presidente da agremiação.
O Pãozão sagra-se campeão do campeonato supracitado na categoria Adultos, em 1993, e resolve, desse modo, se profissionalizar para a disputa dos campeonatos promovidos pela FFERJ.
No ano seguinte, estréia no Campeonato da Quarta Divisão de Profissionais, sagrando-se vice-campeão e conseguindo o acesso para o ano seguinte. Tem ainda o artilheiro do campeonato,Marcelo J.do Rosário.
Em 1995, disputa na vaga do Saquarema Futebol Clube o Estadual da Intermediária A, tendo uma campanha bastante ruim, sendo rebaixado. Contrastando com esse desempenho abaixo do esperado, a equipe de Juniores vence o Campeonato da Segunda Divisão, na prática a Terceira, da categoria. No mesmo ano a equipe principal consegue se manter na mesma divisão, fugindo do descenso. O mesmo ocorre no ano seguinte, quando disputa o mesmo certame.
Em 1997, se licencia, mas volta no ano seguinte, na Segunda Divisão como convidado, quando consegue apenas se manter no mesmo grupo. Em 1999 e 2000, o Jacarepaguá disputa a Copa Rio, mas é eliminado na fase inicial. Após, pede licença das competições.
O clube foi arrendado a 5 de junho de 2000 pelo prazo de cinco anos pelo Bidon Grupo Empresarial, com o intuito de levá-lo à 1ª Divisão do campeonato profissional de futebol do estado do Rio de Janeiro. Contudo, o Jacarepaguá, das cores verde, vermelho e branco, cuja mascote é um jacaré, segue fora das disputas profissionais.

## Títulos
- 1993 - Campeão do Departamento Autônomo (Categoria Adultos);
- 1994 - Vice-campeão da Terceira Divisão de Profissionais;
- 1995 - Campeão Estadual de Juniores da Segunda Divisão (Terceira);

## Fonte
- VIANA, Eduardo. Implantação do futebol Profissional no Estado do Rio de Janeiro. Rio de Janeiro: Editora Cátedra, s/d.